# Radnice
Radnice là một thị trấn thuộc huyện Rokycany, vùng Plzeňský, Cộng hòa Séc.